# Gastão Motta
Gastão Motta (Rio de Janeiro, 14 de março de 1897 - 21 de outubro de 1954) foi um militar brasileiro. Da arma da Marinha, atingiu o posto de Vice-Almirante (IM).

## Biografia
Graduou-se em Ciências Contábeis, após o que ingressou na Marinha do Brasil como Sub-Comissário do Corpo de Comissários da Armada, nomeado pela Portaria nº 4961 de 24 de dezembro de 1917. Prestou serviço tanto na Primeira, como na Segunda Guerra Mundial.
Atuou como instrutor de Contabilidade dos Aspirantes da Escola Naval em 1949 e, posteriormente, como Chefe do Departamento de Ensino de Intendência.
Ao retornar de uma missão nos EUA, o seu relatório da missão originou a reformulação do Serviço de Intendência.
Em 5 de fevereiro de 1953, foi nomeado Diretor-Geral de Intendência da Marinha, vindo a falecer no ano seguinte, em plena atividade.
O valor da sua atuação e a projeção que conferiu à Intendência da Marinha, foram reconhecidos pela Portaria nº 43/EMA, de 13 de março de 2003, que instituiu a sua figura como Patrono do Corpo de Intendentes da Marinha.

## Homenagens
Em sua homenagem, ainda, destacam-se:
- Prêmio "Almirante Gastão Motta" - instituído pelo Aviso nº 3470-A, de 21 de outubro de 1955, do Ministro da Marinha, destina-se a premiar o Aspirante da Escola Naval do Curso de Intendentes da Marinha que mais se tenha distinguido nas disciplinas do ensino técnico de Intendência, durante o Ciclo Escolar. O prêmio consiste em uma medalha de prata e um diploma, oferecidos pela Organização Militar dirigida pelo Oficial General mais antigo do Corpo de Intendentes da Marinha do Brasil e entregue em cerimônia na Escola Naval.

- Edifício Almirante Gastão Motta - abriga o Gabinete do Secretário-Geral da Marinha na cidade do Rio de Janeiro e as Diretorias de Abastecimento, de Finanças, de Administração e de Contas da Marinha (atual Centro de Controle Interno da Marinha). O antigo prédio, que abrigou por mais de seis décadas diversas organizações voltadas para o Abastecimento da Marinha, teve as suas obras de readaptação inauguradas em 6 de novembro de 1998, passando a receber a atual designação.

- NT Almirante Gastão Motta (G-23) - projetado e construído para ser empregado de forma especializada no apoio logístico móvel, tem a capacidade de transportar e fornecer, no mar, óleo diesel e querosene de aviação. Foi incorporado à Armada Brasileira em 26 de novembro de 1991.